# Света Параскева (Тухол)
Вижте пояснителната страница за други значения на Света Параскева.
„Света Параскева“ (на гръцки: Ἱερός Ναός Ἁγίας Παρασκευῆς) е православна църква в костурското село Тухол (Певкос), Егейска Македония, Гърция. Храмът е част от Костурската епархия.

## Местоположение
Църквата е разположена в южния край на селото.

## История
Решението за построяване на нова църква е взето веднага след като Тухол попада в Гърция в 1913 година. Финансова помощ изпращат емигрантите в Америка от околните села - Яновени, Слимница, Пилкати, Нестрам, Висанско. Храмът е изграден с труда на тухолци, като главен майстор е Хондро Настас от Котелци, а инициативният комитет е начело с Апостолис Ризопулос. Интериорът е дело на майстори от коницкото село Лискаци, като се отличава дърворезбованият иконостас. Камбанарията също е построена с дарения.
В църковния двор е построена и училищна сграда, като учителят е свещеникът на селото. По-късно в 1919 година на негово място е изградена камбанарията.
Пръв свещеник в селото е Ризос Папаризос, син на Миц Дукас. След това свещеник става неговият син Атанасиос (Папатанасис), но той остава в селото много кратко и след това отивa в Сюлио. В 1898 година е екзекутиран от българска чета заедно със селския епитроп. Теодорос Зиакас (Папатодорос) е свещеник в Тухол дълги години. След това служи поп Стерьос от село Слатина, зет на Папатодорос. Учител в Тухол е един яновенец и Георгиос Маргаритис от Котелци, като им плаща селото. След смъртта на поп Стерьос в 1926 година държавата изпраща учител и му плаща.